# Alignement des Pierres Droites
L' alignement des Pierres Droites est un site mégalithique situé à Monteneuf dans le département français du Morbihan. Le site, regroupant 42 menhirs et près de 400 monolithes, a été abusivement qualifié d'alignement mégalithique car la plupart des pierres ne sont pas alignées.

## Historique
La route qui longe le site (actuelle D776) est mentionnée sous le nom de « route des Pierres Droites » sur le cadastre napoléonien. La première description du site est due au chanoine Mahé en 1825 : « sur une lande de ce territoire, du côté de St-Malo de Beignon, sept ou huit Peulvans, d'environ douze pieds de haut, frappent de loin les yeux des voyageurs ». Les autres auteurs du XIXe siècle se contentent de reprendre la description de Mahé (Cayot-Delandre en 1847, Rozenzweig en 1863). La connaissance du site se limite alors à trois menhirs émergeant de la lande jusqu'à ce que les incendies provoqués par la sécheresse de 1976 révèlent l'existence d'autres pierres.
De 1989 à 1996, Yannick Lecerf y mène une campagne de fouilles programmées sous l'égide de la DRAC. Depuis 2014 des prospections archéologiques ont lieu chaque année.
Le site est inscrit aux monuments historiques par arrêté du 16 juin 1997. En 2013, le site a été intégré à la réserve naturelle régionale des landes de Monteneuf.
Dès la fin de la campagne de fouilles d'Yves Lecerf, le site a été restauré en redressant les menhirs et en créant un espace de reconstitution dédié à la valorisation (réalisation d'un sentier d'interprétation) et la médiation.

## Description
Le site correspond au versant sud d'un plateau culminant à 140 m d'altitude. Il comprend 42 menhirs répartis sur 1 ha et 420 monolithes répartis sur une surface de 7,5 ha. Les menhirs ont été dressés selon une ou plusieurs logiques, tantôt répartis en lignes pas toujours parallèles, tantôt regroupés sans organisation apparente. Tous les blocs sont en schiste pourpre d'origine locale. Les pierres sont de diverses formes : quadrangulaires, fusiformes ou complètement informes. Les systèmes de calage sont très variés : couronnes de pierres bloquant le pied d'un menhir à base plane, fosses de calage ou structures plus complexes. Certains blocs ont été dressés sur des tumulus de forme oblongue. Les dispositifs de calage  exhumés comportent des écarts par rapport à l'axe général de certaines lignes, ces écarts toujours observés au nord de la ligne de référence ne dépassent jamais 1 m et concernent souvent des blocs volumineux. Dans leur grande majorité (deux exceptions constatées), les grandes faces des menhirs sont orientées au nord et au sud.

« L'ensemble des Pierres Droites, répondant aux impératifs géologiques et topographiques, présente une orientation est/ouest. Mais là où la maille de fracturation laisse une certaine liberté aux carriers néolithiques, on voit bien que la hauteur des pierres dressées ne détermine pas leur place dans la progression décrite sur certains ensemble de Carnac. L'alternance est autant visible dans les volumes que dans les formes. »

Aucune pierre ne comporte de signe gravé.
Les carrières d'extraction des blocs ont été retrouvées en périphérie du site. Leur étude a permis de comprendre les mode d'extraction des blocs : des cuvettes ont été creusées à la surface des affleurements naturels en utilisant les diaclases naturelles du schiste. Des traces linéaires retrouvées dans le sol, en lien avec les fosses de calage, ont été identifiées comme étant celles laissés lors du convoyage des blocs depuis leur site d'extraction jusqu’au lieu de leur érection. Des aires damées pourraient correspondre à des zones de manutention où étaient utilisés des chevalets de dressage.
Le site a fait l'objet d'une destruction volontaire : les pierres ont été selon les cas renversées dans des tranchées creusées au préalable ou débitées sur place. Tous les blocs détruits ou cachés sont restés sur place. Des traces visibles sur certains fragments indiquent l'utilisation d'outils métalliques. Le caractère généralisé et simultané des destructions implique le recours à une main-d’œuvre importante et traduit une intention délibérée de destruction complète.

## Matériel archéologique
Le site n'ayant pas de fonction funéraire ou d'habitat, il s'est révélé pauvre en matériel archéologique. Les tessons de poteries et le matériel lithique (éclats et nucleus de silex, percuteurs en grès) retrouvés attestent d'une fréquentation du site dès le Néolithique. Une poterie datée de l'Âge du bronze a été exhumée dans une petite fosse. Dans une carrière, une hache à talon en bronze a été découverte.

## Datation
Cinq datations au carbone 14  de charbons de bois découverts dans les fosses de calage ont pu être réalisées. Les plus anciennes datations obtenues (4540 BP +/- 80 et 4340 BP +/- 50) correspondent au Néolithique moyen à final, période de construction du site. Les trois autres datations (1310 BP +/-50, 1210 BP +/- 75 et 980 BP +/- 50) peuvent correspondre aux périodes de destruction du site, soit entre le VIIe siècle et le XIIe siècle.